# Sus al-Aksa
Pour les articles homonymes, voir Al-Aqsa.
 (janvier 2012).
Si vous disposez d'ouvrages ou d'articles de référence ou si vous connaissez des sites web de qualité traitant du thème abordé ici, merci de compléter l'article en donnant les références utiles à sa vérifiabilité et en les liant à la section « Notes et références ».

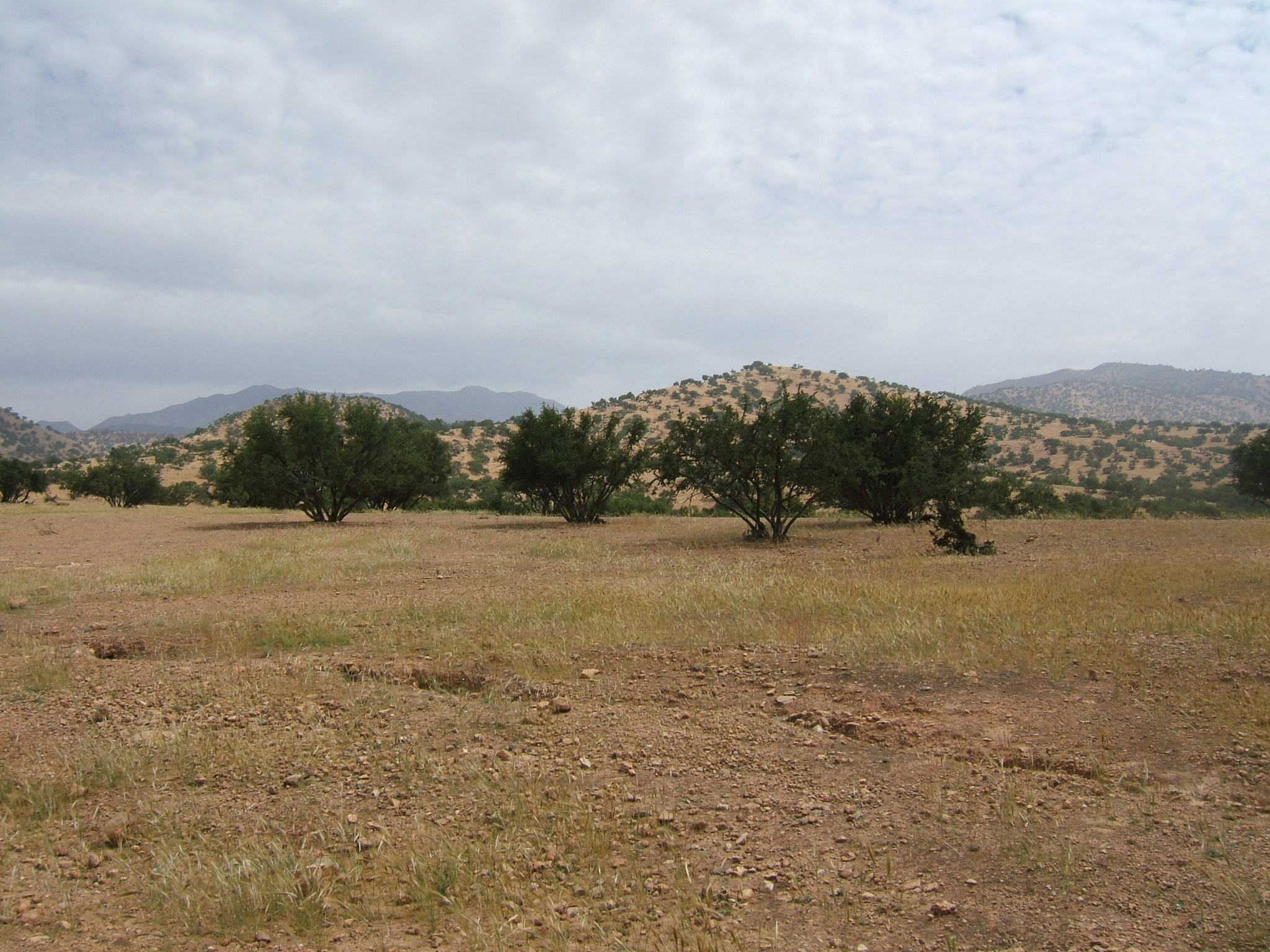
Sus al-Aksa, ici au nord-est de Taroudant, avec des arganiers entrecoupés de cultures céréalières.

Sus al-Aksa ou Sus al-Aqsa était une plaine en Afrique du Nord (Maroc actuel). Elle est située dans le sud du Maroc (région du Sous-sol actuelle) et participait au commerce reliant le détroit de Gibraltar à Kairouan, la Libye et l'Égypte. Elle est mentionnée notamment dans le Livre des Routes et des Royaumes d'Ibn Khordadbeh qui l'identifie comme la halte pour les Radhanites, des marchands juifs.